# Гепард (роман)
Гепард (італ. Il Gattopardo) — роман італійського письменника Джузеппе Томазі ді Лампедуза, який розповідає про зміни в сицилійському житті та суспільстві під час Рісорджіменто. Опублікований посмертно в 1958 році видавництвом Feltrinelli  після двох відмов провідними італійськими видавництвами Mondadori та Einaudi, він став найбільш продаваним романом в історії Італії та вважається одним із найважливіших романів у сучасній італійській літературі. У 1959 році він отримав найвищу нагороду Італії за художню літературу, премію Стрега. У 2012 році The Guardian назвав його одним із «10 найкращих історичних романів». 1963 року за романом було знято однойменний фільм, відзначений нагородами, режисером якого став Лукіно Вісконті з Бертом Ланкастером, Клаудією Кардинале та Аленом Делоном у головних ролях.
Томазі був останнім у низці дрібних князів Сицилії. Він давно планував написати історичний роман, заснований на історії свого прадіда, дона Джуліо Фабріціо Томазі, ще одного князя Лампедузи.

## Витоки
Хоча Джузеппе Томазі ді Лампедуза був завзятим читачем, до останніх років свого життя він майже нічого не писав для публікації. Вперше він задумав книгу, яка стала «Гепардом», у 1930-х роках, але тоді так і не реалізував свій задум. За словами вдови Томазі, Томазі спочатку задумав роман як історію, яка розгортатиметься протягом одного дня 1860 року, подібно до модерністського роману Джеймса Джойса 1922 року «Улісс». Зрештою цьому плану відповідав лише перший розділ.
У 1954 році разом зі своїм двоюрідним братом Лусіо Пікколо, іншим автором пізнього віку, Томазі поїхав на літературну конференцію в Сан-Пеллегріно-Терме. Пікколо був запрошений на основі його нещодавно опублікованої поезії, і привів Томазі як гостя. На зустрічі також були присутні Еудженіо Монтале та Еміліо Чеккі. Незабаром після цього він почав писати; як він писав у 1955 році: «Будучи математично впевненим, що я не більш дурний [ніж Лусіо], я сів за письмовий стіл і написав роман».
У червні 1955 року він завершив версію першого розділу, відповідаючи його початковому наміру розповіді про один 24-годинний період у 1860 році. У цей час мало хто з його оточення знав, що він пише: він завжди проводив багато часу на самоті; тепер ці періоди він проводив за письмовим столом. На початку 1956 року він нарешті показав близьким друзям незавершену роботу з чотирьох розділів, що приблизно відповідали першому, другому, сьомому і восьмому розділам майбутнього роману.
У травні 1956 року Томазі надіслав в Мілан видавництву Mondadori  машинопис із чотирьох розділів. Того літа він написав ще два розділи (чернетки третього та четвертого в остаточній версії), а в жовтні також надіслав їх видавництву. Мондадорі відхилив роман у грудні 1956 року, хоча їхня відмова залишала відкритою можливість розглянути майбутню версію цього твору. На початку 1957 року він написав ще два розділи (у підсумку п'ятий і шостий), переробив уже написані і розіслав рукописи кільком людям. З дозволу Томазі його студент Франческо Орландо надіслав копію літературному агенту Елені Кроче, доньці Бенедетто Кроче, залишивши автора анонімним. Іншому реципієнту, книготорговцю та видавцю Фаусто Флакковіо, книга сподобалася, але він не займався виданням художньої літератури. Він запропонував надіслати його Еліо Вітторіні. Не дивно, що цей доволі традиційний роман не сподобався модерністові Вітторіні, який вважав його «доволі старомодним» та «есеїстичним».
Зрештою копія, надіслана Кроче, принесла плоди, але не за життя Томазі. У 1957 році йому діагностували рак легенів; він помер 23 липня 1957 року в Римі. Олена Кроче надіслала рукопис письменнику Джорджіо Бассані, який приніс її до видавця Фельтрінеллі. 3 березня 1958 року Фельтрінеллі зв'язався з вдовою Томазі ді Лампедуза, щоб домовитися про публікацію роману. Твір був опублікований в листопаді 1958 року і став бестселером, витримавши 52 видання менш ніж за півроку. Il Gattopardo швидко був визнаний великим твором італійської літератури. 1959 року Томазі ді Лампедуза за роман був посмертно нагороджений престижною премією Стрега. Однак заявка викликала бурхливі дискусії серед літераторів того часу, таких як П'єр Паоло Пазоліні та Альберто Моравіа, які вважали роман надто консервативним. Коли Маріо Солдаті зателефонував Марії Беллончі, щоб подати «Гепарда» на конкурс, його друг Моравіа сказав йому: «Я більше ніколи не подивлюся тобі в очі».

## Короткий зміст сюжету
Дія більшої частини роману розгортається в період Рісорджіменто, зокрема в період, коли Джузеппе Гарібальді, лідер знаменитих червоносорочечників, пронісся Сицилією зі своєю пролетарською армією, відомою як Тисяча.
Дія роману розпочинається у травні 1860 року, коли червоносорочечники Гарібальді висадилися на сицилійському узбережжі і просуваються вглиб острова; незабаром вони повалять Королівство Обох Сицилій і приєднають його до об'єднаного Італійського королівства під проводом Віктора Емануїла. У центрі сюжету — аристократична родина Саліна, яку очолює князь Фабріціо. Дон Фабріціо є патріархом родини, а також хранителем суворого кодексу поведінки та ритуалів римо-католицької церкви. Князь Фабріціо вважає, що шлюб з дружиною-пуританкою фізично не задовольняє його, і тому має низку коханок і куртизанок. Він також віддається своєму хобі — аматорській астрономії, коли не на полюванні зі своїм улюбленим великим догом Бендіко. Його приваблює племінник князь Танкреді Фальконері, в якому він вбачає шляхетні якості. Ця прихильність дещо зменшується, коли він дізнається, що Танкреді приєднався до «червоних сорочок» Гарібальді. Під час поїздки до маєтку Саліна в містечку Доннафугата князь дізнається, що мер міста, дон Калоджеро Седара, розбагатів завдяки хитромудрим діловим операціям і політичному впливу, і що його статки тепер конкурують з багатством Салінаса. Коли Седара представляє свою надзвичайно вродливу доньку Анжеліку, Танкреді закохується в неї, на превеликий жаль доньки князя Кончетти, яка кохає Танкреді. Усвідомлюючи почуття доньки, князь приймає неминуче і допомагає організувати заручини Танкреді з Анжелікою. Вони переживають блаженно-невинний період заручин.
Фабріціо пропонують посаду сенатора в новій італійській державі, але він відмовляється. Анжеліку представляють палермському бомонду на розкішному балу, і вона, незважаючи на своє походження, легко вживається в роль майбутньої графині. Потім оповідь переноситься на два десятиліття вперед, де князь Фабріціо на смертному одрі в оточенні родини. Страждаючи від серії інсультів, князь думає про те, що він буде останнім справжнім князем Салінас, останнім гепардом.
Останній розділ відбувається в 1910 році. Кончетта, якій зараз сімдесят, все ще живе в маєтку Саліна з двома своїми сестрами. Розповідь старого супутника Танкреді розповідає Кончетті, що він мав намір зробити їй пропозицію, і її спогади та життєвий вибір змінюються. Генеральний вікарій і священик відвідують, щоб оглянути реліквії в маленькій каплиці маєтку. Більшість із них виявляється підробками, і священик просить Кончетту викинути їх. Разом із підробками Кончетта просить слугу позбутися обробленого таксидермією тіла Бендіко, давно померлого німецького дога. Запорошену тушу викидають із вікна. Коли він падає, він на мить виглядає реалістичним.

## Відгуки
Роман зазнав критики з боку людей різних політичних поглядів. Романіст Еліо Вітторіні, який відхилив попередній проект книги для своєї преси, автор Альберто Моравіа та поет Франко Фортіні, серед інших, засудили книгу як «праву». Моравія писав, що роман виражає «ідеї та погляди на життя» правлячого класу. Так само лівий Луї Арагон категорично не погоджувався, вважаючи твір «безжальною» критикою цього класу; багато хто з уцілілої сицилійської знаті, безсумнівно, вважав так само і був обурений тим, що хтось із них міг написати таке.
Книга втілює в собі багато думок. Савойські п'ємонтці представлені як наївні щодо Південної Італії, сповнені планів, які ніколи не збігаються з реальністю регіону, тоді як головний представник старого режиму Бурбонів, шурин дона Фабріціо Мальвіка, є дурнем. У своїй біографії Томазі Девід Гілмор вважає, що Томазі критикує Рісорджименто «з обох сторін, з точки зору обох Грамші. …», описуючи неспроможність революціонерів справді об'єднатися з селянами, «… і Бурбонів», описуючи заміну об'єднаної Італії ще гіршими елементами в еліті острова. Незважаючи на ці суперечки або через них, «Гепард» зрештою отримав велике визнання критиків. У 1959 році він отримав найвищу нагороду Італії за художню літературу, премію Стрега.

## Аналіз

### Історичні та автобіографічні елементи

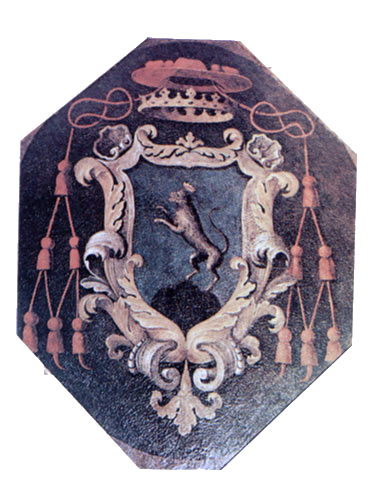
На гербі Томазі ді Лампедуза зображений сервал, котячий, менший за леопарда.

Роман містить як історичні, так і автобіографічні елементи. У той час, коли він писав, Томазі заявив у листі до свого друга барона Енріко Мерло ді Тальявіа, що дон Фабріціо, «князь Саліни є володарем Лампедузи, мій прадід Джуліо Фабріціо»,, але також (у листі до Гвідо Лайоло) «друзі, які її читали, кажуть, що князь Салінський страшенно схожий на мене». Хоча обставини дона Фабріціо та багато його рис явно схожі на прадіда ді Томазі, це не обов'язково так стосується його думок. У наступному листі до Лахоло, після того, як він написав нову частину роману, Томазі підкреслив автобіографічний аспект персонажа: «Дон Фабріціо повністю висловлює мої ідеї». Девід Гілмор у своїй біографії Томасі бачить персонажа переважно автобіографічним, але додає, що в «зарозумілій впевненості Саліни, його відвертій чуттєвості, його владі над іншими…» є й чимала частка «людини, якою хотів би бути письменник…».
Так само Томазі писав Мерло ді Тальявія, що «Танкреді фізично і за своєю поведінкою — це Джот [прийомний син Томазі Джоаккіно Ланца Томазі], а морально — суміш Франческо Ланца Спінеллі ді Скалеа і його сина П'єтро». Лайоло він писав, що з точки зору зовнішнього вигляду та звичок Танкреді є «портретом Гіо; однак щодо його моралі Гіо, на щастя, набагато кращий за нього». Через обставини та вчинками Танкреді також багато в чому зобов'язаний племіннику Джуліо Фабріціо, Коррадо Вальгуарнері, а також деяким друзям і однодумцям останнього. Частина реакції на книгу з боку сицилійських аристократів була викликана тим, що вони сприйняли Танкреді та його дружину Анжеліку як «портрети Коррадо Вальгарнера та його дружини Марії Фавари», а потім були незадоволені тим, що вони не були точними портретами. Гілмор зауважує, що розбіжності з цими історичними постатями «не є дивними, оскільки [Томазі] не намагався зробити їх дуже схожими».
Деякі з найсильніших історичних та автобіографічних елементів «Гепарда» містяться в портретах місць життя Томазі, особливо його дитинства. Місто Доннафугата — це, безперечно, Санта-Маргерита-ді-Беліче (біля Пальми-ді-Монтек'яро), а палац — Палаццо Філангері-Куто, хоча значно більший і складніший за оригінал. Вілла Саліна за межами Палермо — це вілла Лампедуза в Лоренцо за межами Палермо. Палаццо Лампедуза в Палермо не згадується в романі, хоча в ньому є кілька кімнат.
Незважаючи на те, що цей роман загальновідомий і опублікований українською мовою як «Гепард», оригінальна італійська назва роману — «Il Gattopardo», що означає «Сервал», що відноситься до набагато меншого виду диких котів, які зустрічаються в Африці на південь від Сахари. Гербовою фігурою на гербі Томасі ді Лампедуза є сервал.

### Місцезнаходження

Королівство обох Сицилій за часів «Гепарда»

- Сицилія
- Сардинське королівство
- Королівство обох Сицилій (Карта)
- Королівство Італія (1861—1946)
- Саліна — вигаданий палацовий маєток Корбера в Сан-Лоренцо, близько 10 ст км на північ від центру Палермо.[32]
- Доннафугата — вигадана назва міста Санта-Маргерита-ді-Беліче (біля Пальма-ді-Монтек'яро) і Палаццо Філангері-Куто.[25] І палац, і прилеглу Церкву-Материну зруйнував землетрус у 1968 році.

### Історичні персонажі
- Джузеппе Гарібальді, воєначальник Експедиції Тисячі (11 травня — 1 жовтня 1860 р.) від Марсали на Сицилії до північного Лаціо (Кампанії).
- Фердинанд II, Бурбон, король обох Сицилій. Правив з 8 листопада 1830 по 22 травня 1859 року. Помер незадовго до початку розповіді «Гепарда». Бурбони правили королівством з Неаполя і жили в палаці Казерта.
- Франциск II, останній король Бурбонів Обох Сицилій. Правив з 22 травня 1859 по 20 березня 1861.
- Віктор Еммануїл II, савойський король Сардинії з 23 березня 1849 по 17 березня 1861 року та король Італії з 17 березня 1861 по 9 січня 1878 року. Резидент Королівського палацу в Турині.

### Вигадані персонажі
Сім'я Корбера:
- Фабріціо Корбера, князь Саліна, народився 1810 р.[33]
- Марія Стелла, княгиня Саліна.
- Кароліна, старша з семи дітей, 1840 року народження.
- Франческо Паоло, старший син і спадкоємець, 1844 року народження.
- Кончетта, друга дочка, 1848 року народження[34].
- Танкреді Фальконері, син-сирота сестри князя, народився 1834 р.
- Бендіко, сімейна собака.

Інші в Саліні:
- Отець Пірроне, родинний  єзуїтський священик; допомагає князю в математичних обчисленнях.
- П'єтро Руссо, стюард.
- Чіччо Феррара, бухгалтер.
- Мадемуазель Домбрей, гувернантка.

Персонажі Доннафугати:
- Калоджеро Седара, мер Доннафугати.
- Анжеліка, дочка Калоджеро, народилася в 1844 році.
- Монсеньйор Тротоліно, священик церкви Святої Матері.
- Чіччо Дженестра, нотаріус.
- Онофріо Ротоло, стюард.
- Тото Джамбоно, лікар.
- Чіччо Тумео, органіст церкви Святої Матері; напарник князя по полюванню.
- Граф Карло Кавріагі, друг Танкреді з Ломбардії.
- Лицар Аймоне Шевалле ді Монтерзуоло, бюрократ з П'ємонту.

## Адаптації
Роман послужив основою для фільму режисера Лукіно Вісконті. У головній ролі зіграв Берт Ланкастер. Фільм отримав Золоту пальмову гілку на Каннському кінофестивалі. 20th Century Fox різко скоротила фільм для вихідного випуску в 1963 році, але в 1983 році бачення Вісконті було перевидано з англійськими субтитрами, а знамениту сцену бального залу відновлено до повної тривалості 45 хвилин.
Роман був адаптований для радіо Майклом Гастінгсом і транслювався на BBC Radio 3 у 2008 році. У радіовиставі брали участь Том Гіддлстон у ролі Танкреді, Гейлі Етвелл у ролі Анжеліки, Стенлі Таунсенд у ролі Дона Фабріціо та Джулі Легран у ролі принцеси Стелли.
У березні 2025 року Netflix випустив адаптацію міні-серіалу режисера Тома Шенкленда з Кім Россі Стюарта у ролі Дона Фабріціо Корбера.

## Видання
- Видання роману Il gattopardo за рукописом 1957 року було опубліковано:
  - Milan: Feltrinelli Editore, Universale Economica ISBN 88-07-81028-X
- Archibald Colquhoun's English translation, The Leopard, originally published in 1960 by Collins (in the UK) and Pantheon Books (in the US) is available from
  - London: The Harvill Press, Panther ISBN 1-86046-145-X
  - London: David Campbell, Everyman's Library ISBN 1-85715-023-6
  - London: Collins, Fontana Modern Novels ASIN B0C9W18SJD
  - New York: Pantheon Books ISBN 0-679-73121-0
  - New York: Pantheon Books (Paperback) ISBN 978-0-679-73121-4

## Уточнення
1. ↑  Уривки з листа автора до свого друга барона Енріко Мерло ді Тальявія, який описує стосунки між історичними та вигаданими персонажами:

Немає потреби розповідати вам, що «князь Салінський» - це князь Лампедузи, мій прадід Джуліо Фабріціо; все в ньому справжнє: статура, математика, вдавання до насильства, скептицизм, дружина, мати-німкеня, відмова бути сенатором: Отець Пірроне також справжній, навіть його ім'я. Мені здається, що я наділив їх обох більшим ступенем інтелекту, ніж це було насправді. ... Танкреді - фізично і за своєю поведінкою - Джот; морально - суміш сенатора Скалеа і його сина П'єтро. Я не знаю, хто така Анжеліка, але майте на увазі, що ім'я Седара дуже схоже на «Фавара». ... Доннафугата як село - це Пальма; як палац - Санта Маргарита. ...
Бендіко є життєво важливим персонажем і практично ключем до роману.[25]

## Подальше читання
- Dumitrescu, Margareta (2001). Sulla parte 6. del Gattopardo: la fortuna di Lampedusa in Romania [On Part 6 of The Leopard: the fortune of Lampedusa in Romania] (італ.). Bucharest; Catania: Fundației Culturale Române; G. Maimone. OCLC 51067822.